# Heavy Metal Hippies
Albums de Loudness
Loudness
(1992) Ghetto Machine
(1997)
Heavy Metal Hippies est le 11e album studio du groupe Loudness sorti en 1994.

## Liste des morceaux
Toutes les pistes par Akira Takasaki, Masaki Yamada & Stephan Galias.
1. Howling Rain
2. Freedom
3. 222
4. Eyes Of A Child
5. Electric Kisses
6. House Of Freaks
7. Paralyzed
8. Desperation Desecration
9. Light In The Distance
10. Broken Jesus

## Composition du groupe
- Masaki Yamada - Chants
- Akira Takasaki - Guitare & basse
- Hirotsugu Homma - Batterie